# Natalia Molchanova
Natalia Molchanova, född 8 maj 1962 i Ufa, Ryssland, död 2 augusti 2015 utanför Formentera i Spanien, var en rysk mästare i fridykning som sedan 2014 var ordförande för det ryska fridykningsförbundet. Hon har tagit 41 världsrekord. Molchanova förmodas ha omkommit den 2 augusti 2015 i samband med ett 35 meters dyk utanför den spanska ön Formentera som hon genomförde under en semesterresa.
Hon var doktor i pedagogik och hade studerat på Russian State University of Physical Culture, Sport and Tourism och undervisade i vetenskap och sport. Molchanova var 2014 tränare för det ryska internationella fridykningslaget och domare av ADIA internationell kategori. Hon var författare till 8 vetenskapliga artiklar, 2 träningshandböcker och en läroplan för fridykning och elitidrottsträning.

## Meriter
Natalia Molchanova är med 41 världsrekord världens mest framgångsrika fridykare. Hon höll andan under vattenytan (statisk apnea) i nio minuter år 2013 i världsmästerskapet i poolfridykning. Hon har vunnit över 20 individuella guldmedaljer och två lag-guld i världsmästerskapen i fridykning. Under världsmästerskapen i Maribor år 2007 var hennes resultat, enligt statistik, bättre än den manliga vinnarens resultat. Den 25 september 2009 blev hon den första kvinnan någonsin att passera 100 meter i konstant vikt (VWT), detta med ett dyk på 101 meter. Molchanova var också den första kvinnan som gjorde en konstant dykning genom valvet i Blue Hole i Dahab, Egypten. År 2009 blev hon den första fridykaren i världen, inklusive män, att leverera tre resultat i tre olika kategorier(djup, längd och tid), med över 100 poäng i varje, enligt det internationella poängsystemet som kommer från ADIA International. Under året 2009 satte Molchanova 5 nya världsrekord - hon tog samtliga 5 guldmedaljer vid två olika ADIA-VM.

## Död
Den 2 augusti 2015 utförde Natalia Molchanova ett 35 meters dyk utanför ön Formentera under en semesterresa. Då hon aldrig kom upp till ytan igen befaras hon ha fångats av en undervattensström och drunknat. Området där Molchanova försvann genomsöktes med en undervattensrobot. Hittills har hon dock inte återfunnits, och förmodas vara död.